# Try to be Mensch
Try to be Mensch je druhé studiové album německé rockové skupiny Element of Crime, vydané v březnu 1987 u vydavatelství Polydor Records. Album produkoval velšský hudebník John Cale, který v několika písních rovněž hraje na klávesy a u některých je uveden jako spoluautor. Zvukovým inženýrem byl Caleův spolupracovník Dave Young, který se později stal i členem skupiny Element of Crime. Album bylo nahráno ve studiu Fire House v Londýně. S vydáním tohoto alba skupina zaznamenala do té doby největší úspěch; prodalo se ho přes deset tisíc kusů a skupině se dostalo úspěchu i za hranicemi Berlína. Autorem fotografie na obalu alba je britský fotograf Derek Ridgers.

## Seznam skladeb
Autorem všech textů je Sven Regener, autoři hudby jsou uvedeni
| Pořadí | Název                                     | Hudba                                           | Délka |
| ------ | ----------------------------------------- | ----------------------------------------------- | ----- |
| 1.     | No God Anymore                            | Regener, Richard Pappik, Veto, Jakob Friderichs | 3:41  |
| 2.     | She'll Never Die                          | Regener, Pappik, Lukas, Friderichs              | 2:52  |
| 3.     | You Shouldn't Be Lonely                   | Regener, Pappik, Lukas, Friderichs              | 3:05  |
| 4.     | As Long As I Love You                     | Regener, Pappik, Lukas, Friderichs, Cale        | 2:25  |
| 5.     | Don't You Smile                           | Regener, Pappik, Lukas, Friderichs, Cale        | 5:15  |
| 6.     | Something Was Wrong                       | Regener, Pappik, Lukas, Friderichs              | 3:37  |
| 7.     | Beware of Strangers                       | Regener, Pappik, Lukas, Jürgen Kratzer, Cale    | 2:29  |
| 8.     | He's Gone                                 | Regener, Pappik, Lukas, Friderichs              | 3:09  |
| 9.     | The Last Dance                            | Regener, Pappik, Lukas, Friderichs              | 3:13  |
| 10.    | Nervous and Blue                          | Regener, Pappik, Lukas, Friderichs, Cale        | 4:19  |
| 11.    | He Wakes Up In The Morning (Daddy, Daddy) | Regener, Pappik, Lukas, Friderichs              | 2:55  |

## Obsazení
Hudebníci
- Sven Regener – zpěv, kytara, klavír, trubka
- Jakob Ilja Friderichs – kytara
- Paul „Veto“ Lukas – baskytara
- Richard Pappik – bicí, perkuse
- John Cale – klávesy (4, 5, 7, 10)

Technická podpora
- John Cale – producent
- Dave Young – zvukový inženýr
- Zuni – asistent zvukového inženýra
- Derek Ridgers – fotografie